# Szentiványi Márkos Dániel
Szentiványi Márkos Dániel (Sepsiszentiván, 1637. – Kolozsvár, 1689. május 12.) unitárius lelkész, erdélyi magyar unitárius püspök 1684-től haláláig.

## Élete
Kolozsváron tanult, majd 1657-ben a szentpéteri iskolában lett rektor. 1660-1668 között a leideni  és a frankfurti egyetemen képezte magát, közben Angliában is járt. 1665-ben Londonban megvásárolta Szervét Mihály Christianismi Restitutio című művét, amely már akkor is ritkaságnak számított, hiszen az ismert példányokat a szerzővel együtt égették el. Szent-Iványi a Royal Society illetve titkára, Henry Oldenburg köréhez tartozott. 
1668-1680 között a kolozsvári iskola igazgatója, 1672-től a plébánosi tisztséget is ellátta. Az 1684. május 4-i dési zsinat püspökké választotta. Oldenburg információkat várt Szentiványitól a magyarországi és erdélyi bányákról.  Hazatérése után legalább négy kéziratos kópia készült a 17. században a Restitucióról. 
Feltételezések szerint az ő műve lehet a Vadadi Hegedüs-kódexben fennmaradt Kolozsvár szabadulásáért való hálaadó ének, amely az 1658. évi tatárdúlás történetét beszéli el. Ismert 1672-ből Baumgartus Bálint felett mondott temetési beszéde (Oratio Funebris, Qua Rev. ac Clar. Viro Valentino Baumgarto, Eccl. Unitariae Claudiopolitianae Primario Pastori... die XIII. Januarij... Moestus parentavit... Claudiopoli, 1672)
1689. május 12-én egyheti súlyos betegség után halt meg. Bedő Pál magyar, Almási Mihály latin nyelven mondott felette temetési beszédet. Sírja a házsongárdi temetőben található.